# Timothy Lane
Timothy Lane (Londra, giugno 1743 – 1807) è stato uno scienziato britannico.
Farmacista britannico nato a Londra nel 1743, divenne membro della Royal Society di Londra. Nel 1765 inventò un tipo di elettrometro a scintilla che porta il suo nome, molto utilizzato nelle terapie elettriche.